# Andy Hertzfeld
Andrew Jay Hertzfeld (Filadelfia, 6 aprile 1953) è un programmatore statunitense, membro chiave del team che sviluppò il progetto Apple Macintosh, ed è considerato uno dei pionieri dell'ingegneria del software a livello mondiale.

## Biografia
Dopo la laurea alla Brown University in informatica nel 1975, Hertzfeld ottenne un master dalla Università della California di Berkeley. Nel 1978, ha collaborato allo sviluppo del software per il computer Apple II. È diventato un capo progetto presso Apple Computer nel 1979 e ha sviluppato la Silentype printer la prima stampante a 80 colonne per Apple II. Le schede dell'Apple Computer definiscono Hertzfeld "Software Wizard". Egli ha scritto buona parte del sistema operativo originale compreso molto codice incluso nelle ROM. Ha sviluppato la User Interface Toolbox e numerose innovazioni diventate standard nelle interfacce grafiche come il pannello di controllo e la clipboard.
Dopo essere uscito dal team del progetto Apple II, Hertzfeld chiese al cofondatore dell'Apple Steve Jobs di entrare a far parte del nuovo progetto Macintosh che era stato avviato nel febbraio del 1981. Lavorando con Bud Tribble, Bill Atkinson e Burrell Smith, Hertzfeld divenne uno dei progettisti principali del sistema operativo macOS e quindi uno degli sviluppatori che rivoluzionarono le interfacce grafiche.
Fin da quando lavorava per Apple Computer, è stato un fautore e un promotore del software libero e dei progetti open source. Collabora attivamente con la Open Source Applications Foundation, ha contribuito alla diffusione dei computer con il suo lavoro orientato a rendere i computer semplici e divertenti da usare. Dopo aver abbandonato Apple nel 1984 cofondò una serie di nuove compagnie: Radius (1986), General Magic (1990) e Eazel (1999), che realizzò il file manager Nautilus funzionante sull'interfaccia grafica GNOME basata su sistemi GNU/Linux. Ora con l'Open Source Applications Foundation, Hertzfeld lavora per diffondere e promuovere lo sviluppo dei sistemi GNU/Linux.
L'ultimo progetto è il sito internet http://folklore.org, un sito (in inglese) dedicato alla raccolta di storie ed aneddoti sullo sviluppo del primo modello di Macintosh.

## Film in cui è stato interpretato
Andy Hertzfeld è stato interpretato da Elden Henson nel film Jobs del 2013. Successivamente è stato interpretato dall'attore Michael Stuhlbarg nel film del 2015 Steve Jobs. Hertzfeld ha affermato che "quasi nulla è come è realmente accaduto" nel film Steve Jobs, ma, ha aggiunto, il film non voleva essere realistico.